# Vyšná Slaná
Vyšná Slaná é um município da Eslováquia, situado no distrito de Rožňava, na região de Košice. Tem 15,36 km² de área e sua população em 2018 foi estimada em 463 habitantes.

## História
Em registros históricos, a vila foi mencionada pela primeira vez em 1362.

## Geografia
A vila fica a uma altitude de 491 metros e cobre uma área de 15.357 km². Tem uma população de 463 pessoas.

## Demografia
| Ano:        | 1994 | 2004   | 2014   | 2024    |
| ----------- | ---- | ------ | ------ | ------- |
| Broj ljudi: | 582  | 529    | 505    | 422     |
| Razlika:    |      | -9,10% | -4,53% | -16,43% |

| Ano:               | 2023 | 2024   |
| ------------------ | ---- | ------ |
| Número de pessoas: | 420  | 422    |
| Diferença:         |      | +0,47% |

## Cultura
A vila possui uma biblioteca pública, um ginásio e um campo de futebol.